# Célula de Knudsen
A célula de Knudsen é um aparato que foi desenvolvido por Martin Knudsen (1871-1949) e é constituído de um cadinho (feito de nitreto de boro pirolítico, quartzo, tungstênio ou grafite), filamentos de aquecimento e um sistema de aquecimento a água, comumente possuí como saída para os vapores gerados nesta célula um pequeno furo. Este aparato é usado para medir a pressão de vapor de materiais com baixa pressão de vapor como Gálio, Alumínio, Mercúrio e Arsênio, que após aquecidos geram o equilíbrio líquido-vapor, o que permite a medição da pressão de vapor da substância. Além disto, este aparato é utilizado como evaporador durante o processo de epitaxia por feixe molecular.

## Medida de pressão de vapor
A célula de Knudsen é frequentemente utilizada para medir a pressão de vapor de sólidos com valores de pressão de vapor muito baixos, como aqueles que formam vapor em baixa pressão por sublimação. O vapor passa por um pequeno furo através do processo de efusão e a perda de massa do interior da célula por unidade de tempo é proporcional à pressão de vapor da substância no interior do aparato, o que pode ser utilizado para medir a sua pressão de vapor. O calor de sublimação também pode ser determinado  através da medida da pressão de vapor como função da temperatura utilizando a relação de Clausius-Clapeyron.

## Utilização na epitaxia por feixe molecular
Este aparato é importante para o processo de deposição de filmes finos por epitaxia de feixe molecular pois funciona como fonte do feixe de partículas que incidem sobre a superfície de deposição. A saída do vapor nesta célula se dá de forma colimada em feixe devido à pequena dimensão da saída dos vapores, fazendo com que esta saída não aconteça em regime fluido mas sim em regime molecular, uma vez que o caminho livre médio é muito maior que o diâmetro do orifício, gerando um número de Knudsen muito maior que a unidade.